# Шенджийское сельское поселение
Шенджийское сельское поселение — муниципальное образование в составе Тахтамукайского муниципального района Республики Адыгея Российской Федерации.
Административный центр — аул Шенджий.

## Население
| 2002  | 2010  | 2011  | 2012  | 2013  | 2014  | 2015  |
| ----- | ----- | ----- | ----- | ----- | ----- | ----- |
| 2140  | ↘2119 | →2119 | ↘2103 | ↘2094 | ↘2064 | ↘2053 |
| 2016  | 2017  | 2018  | 2019  | 2020  | 2021  | 2023  |
| ↘2037 | ↗2050 | ↗2058 | ↗2070 | ↗2114 | ↘1905 | ↘1904 |
| 2024  |       |       |       |       |       |       |
| ↗1935 |       |       |       |       |       |       |

## Состав сельского поселения
| № | Населённый пункт | Тип населённого пункта      | Население |
| - | ---------------- | --------------------------- | --------- |
| 1 | Шенджий          | аул, административный центр | ↗1824     |
| 2 | Красноармейский  | хутор                       | ↗51       |
| 3 | Старомогилёвский | хутор                       | ↘43       |
| 4 | Новомогилёвский  | хутор                       | →17       |

## Национальный состав
По переписи населения 2010 года из 2 119 проживающих в сельском поселении, 2 027 человек указали свою национальность:
| Национальность | %       | Численность |
| -------------- | ------- | ----------- |
| Адыгейцы       | 94,08 % | 1 907       |
| Русские        | 4,0 %   | 81          |
| Лакцы          | 1,18 %  | 24          |

По данным переписи населения 2021 года из 1905 проживающих в сельском поселении, 1896 человека указали свою национальность
:
| Народ           | Численность, чел. | Доля от населения, % |
| --------------- | ----------------- | -------------------- |
| Адыги (Черкесы) | 1 704             | 89,87 %              |
| Русские         | 160               | 8,44 %               |